# Kocoń
Kocoń is een plaats in het Poolse district  Żywiecki, woiwodschap Silezië. De plaats maakt deel uit van de gemeente Ślemień en telt 700 inwoners.